# Restrictie (wiskunde)
In de wiskunde betekent restrictie: de beperking van een afbeelding tot een deelverzameling van haar domein.

## Definitie
Zij {\displaystyle f:A\to B:x\mapsto f(x)} een afbeelding van een verzameling {\displaystyle A} in een verzameling {\displaystyle B}, en zij {\displaystyle D} een deelverzameling van {\displaystyle A}. De beperking van {\displaystyle f} tot {\displaystyle D} is de afbeelding met hetzelfde functievoorschrift maar op het kleinere domein {\displaystyle D}:
{\displaystyle f|D:D\to B:x\mapsto f(x)}
Als, zuiver technisch, de afbeelding {\displaystyle f} opgevat wordt als het drietal {\displaystyle f=(G,A,B)}, waarin {\displaystyle G\subseteq A\times B}, een deelverzameling is van het cartesisch product {\displaystyle A\times B}, dan is de restrictie van {\displaystyle f} tot {\displaystyle D} het drietal
{\displaystyle f|D=(G\cap (D\times B),D,B)}

## Voorbeelden
- Zij {\displaystyle A=\{1,2,3\},\ B=\{4,5\},\ D=\{1,2\}\subset A,\ f=\{(1,4),(2,5),(3,4)\}}, dan is {\displaystyle f|D=\{(1,4),(2,5)\}}.
- De functie faculteit is de restrictie van de gammafunctie op de positieve gehele getallen. {\displaystyle {\Gamma |}_{\mathbb {Z} ^{+}}\!(n)=(n-1)!}